# Banksia elderiana
Banksia elderiana är en tvåhjärtbladig växtart som beskrevs av F. Müll. et Tate. Banksia elderiana ingår i släktet Banksia och familjen Proteaceae. Inga underarter finns listade i Catalogue of Life.